# Colom pitdaurat
El colom pitdaurat (Gallicolumba rufigula) és una espècie d'ocell de la família dels colúmbids (Columbidae). Habita boscos de Nova Guinea, Yapen, lles Aru i illes Raja Ampat.